# Монгохто
Монго́хто (рос. Монгохто) — селище у складі Ванінського району Хабаровського краю, Росія. Адміністративний центр та єдиний населений пункт Монгохтинського сільського поселення. Місце проживання гарнізону російського стратегічного військового аеродрому Каменний Ручєй.

## Географія та клімат
Закрите військове містечко № 43 розташоване за 14 км на північ від порту Ваніно, за32 км на північний захід від міста Совєтська Гавань. Гарнізон називається «Кам'яний ручей», тут проживає особовий склад військового аеродрому, сім'ї військовослужбовців і цивільний персонал авіабази, частина населення зайнята в сфері обслуговування.
Селище Монгохто відноситься до місцевості, прирівняної до районів Крайньої Півночі. На осіб, що тут проживають і працюють, поширюються пільги, передбачені законодавством РФ.

Селище розташоване на північній частині Совєтсько-Гаванського нагір'я хребта Сіхоте-Алінь, тихоокеанському узбережжі (материкова частина Татарської протоки, 49º15' північної широти і 140º17' східної довготи), за 15 кілометрів на північ від порту Ваніно, на гірській височині на висоті близько 160 метрів над рівнем моря. З районним центром (міське поселення «селище Ваніно») зв'язане автодорогою Совгавань — Монгохто, і далі, з рештою світу — шосе-довгобудом Лідога — Ваніно, яке в свою чергу виходить на федеральну трасу Р454 Хабаровськ — Комсомольськ-на-Амурі . Пасажирська залізнична станція Ландиші розташована за 7 кілометрів по дорозі від селища. З південного боку, за два кілометри, протікає гірська річка Велика Дюанка; з півночі за три кілометри від селища протікає річка Тумнін, і відразу за нею видно 600-метрові сопки Приморського хребта, найближча — гора Вулкан заввишки 321 метр. Зі сходу за п'ять кілометрів знаходиться північний край бухти Силантьєва. На заході — тайга і гори Сіхоте-Аліньського хребта, до сопок висотою понад 1000 метрів відстань приблизно 60 кілометрів. Плато, на якому розташовані селище та аеродром, витягнулося зі сходу на захід приблизно на 10 кілометрів в довжину і в ширину близько 3 кілометрів. Від узбережжя до гір йде поступове підвищення, так що аеродром знаходитьс вище житлового масиву в середньому на 40-50 метрів.

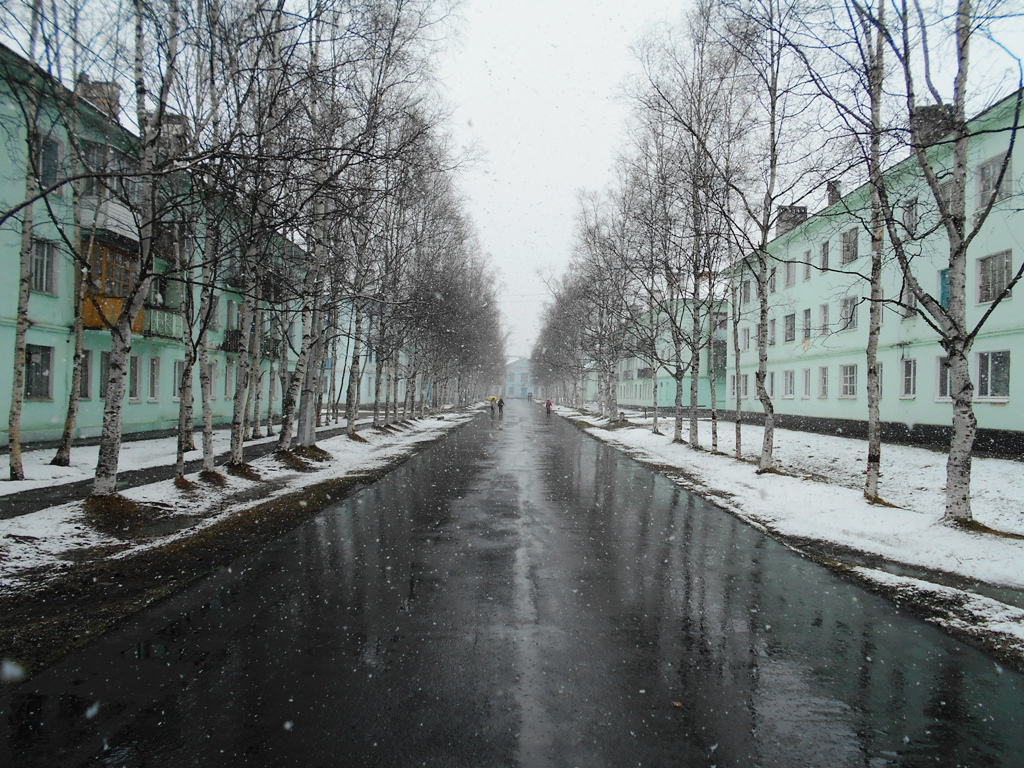
Монгохто — сніг в середині травня

Клімат морський (помірний мусонний), типовий для узбережжя Далекого Сходу, з досить значними добовими перепадами температури. Вітри з моря влітку несуть тумани і холод, а взимку — потепління. Західні континентальні вітри взимку несуть холод, а влітку — спеку.
Зима м'яка і сніжна, весна тривала і затяжна, літо досить прохолодне, осінь дуже пізня і суха, тепла, але дуже коротка. Весь безсніжний період характерний добовими змінами напрямку вітру — вночі з материка, вдень з моря. Восени часті досить сильні і стійкі вітри, як правило, до середини січня, поки на стабілізується крижаний покрив в протоці. Сніговий покрив лежить близько шести місяців, з початку листопада до початку травня, причому танення снігу починається рано, калюжі на дорогах з'являються вже в кінці лютого. Перша половина зими може бути малосніжною або взагалі без снігу, і на Новий рік — гола промерзла земля, проте в лютому зазвичай починаються рясні снігопади, що тривають до кінця квітня — першої половини травня. Середньостатистична температура грудня, -16 ° С (рекордний «дубак» відзначений в січні 1968 року -38 ° С, а рекорд січневого тепла становить 0 ° С, рекорд початок лютого +14 градусів (1999 рік)). Середня денна температура середини червня + 16 ° С, зареєстрований мінімум -1 ° С (і снігопад), а максимум +34 ° С. Кліматичне літо (середньодобова температура вище +15) настає в липні / серпні (або може не настати взагалі).
Рослинність — густий мішаний і світлохвойний ліс (модрина) з густим підліском, дуже багато різноманітного чагарнику. Від Ваніно клімат відрізняється більш сухим повітрям, тобто взимку сніг менше вивітрюється, а влітку дещо жаркіше і сухіше, у той же час характерні періодичні нічні тумани, що приходять з Датти . Після 2010 року тумани змінилися густий серпанком.

## Історія

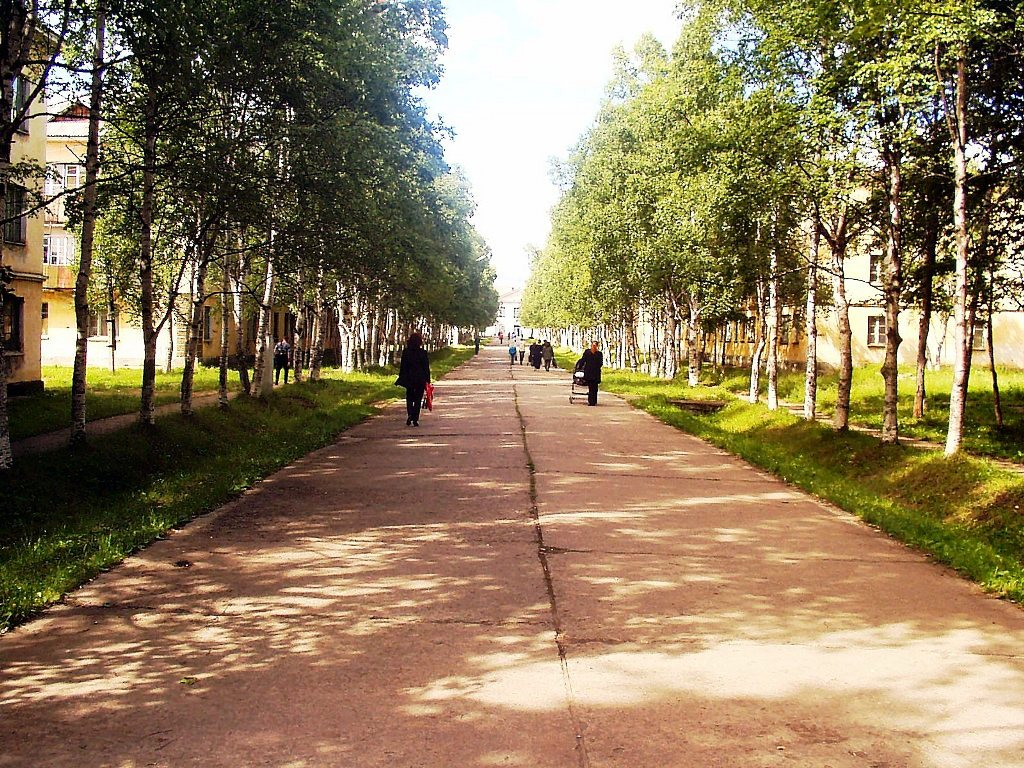
Монгохто, вулиця Театральна, протяжність 600 метрів, покриття — монолітний залізобетон (вулиця пішохідна, рух транспорту заборонено)

Початком історії Монгохто стало будівництво великого військового аеродрому Морської авіації. Відповідно до циркуляра Начальника Головного штабу ВМФ у військовому містечку 1 грудня 1947 року була розпочата закладка житлових будинків — цей день вважається «Днем селища Монгохто». Назва «Монгохто» (спочатку вимовлялося Моґокто́ з наголосом на останньому складі) запозичене від однойменної залізничної станції за 4,5 км на північний схід від селища, яка, у свою чергу, так була названа за назвою найближчого великого стійбища орочів, яке з 1940-их років перейменовано в село Олексієвка, що знаходиться на протилежному березі річки Тумнін. По-орочанськи «Моґокто» — очерет: нижче станції за течією річки Тумнін є кілька островів і мілководні протоки, зарослі очеретом, який орочі використовували для побутових потреб.
До 27 грудня 1973 року належало до Совєтсько-Гаванського району Хабаровського краю, після утворення Ванінського району увійшло до його складу. До 1991 року селище було закритим і відокремленим режимним гарнізоном, для тимчасового відвідування якого іногороднім особам потрібно оформити спеціальний дозвіл. На постійній основі в селищі жили виключно військовослужбовці, цивільний персонал МО і їх сім'ї. Також в післявоєнні роки в селищі проживала незначна кількість засуджених на «довічне поселення» — як правило, громадяни, які співпрацювали з німецькими окупантами в роки Великої Вітчизняної війни. Вся адміністративна і господарська діяльність здійснювалася командуванням дислокованого тут авіаційного з'єднання і службами гарнізону (начальник гарнізону — генерал-майор авіації). Оскільки номінально він входив до складу Даттинскої сільської Ради, у Даттинській сільраді здійснювалася реєстрація актів цивільного стану. Відповідно до рішення Президії Хабаровського крайового Ради народних депутатів від 03.01.1991 р № 2-ПС «Про розукрупнення Даттинської сільської Ради та утворенні Монгохтинської сільської ради Ванінського району», 12 травня 1991 року було обрано Монгохтинську сільську Раду народних депутатів.
Адміністрація селища Монгохто була утворена 4 січня 1992 року і є наступником території сільської ради. Постановою Законодавчої Думи Хабаровського краю № 464 від 2 жовтня 2002 року затверджений Статут муніципального утворення «Селище Монгохто».

## Населення
Населення — 4120 осіб (2010; 4372 у 2002).
Національний склад (станом на 2002 рік):

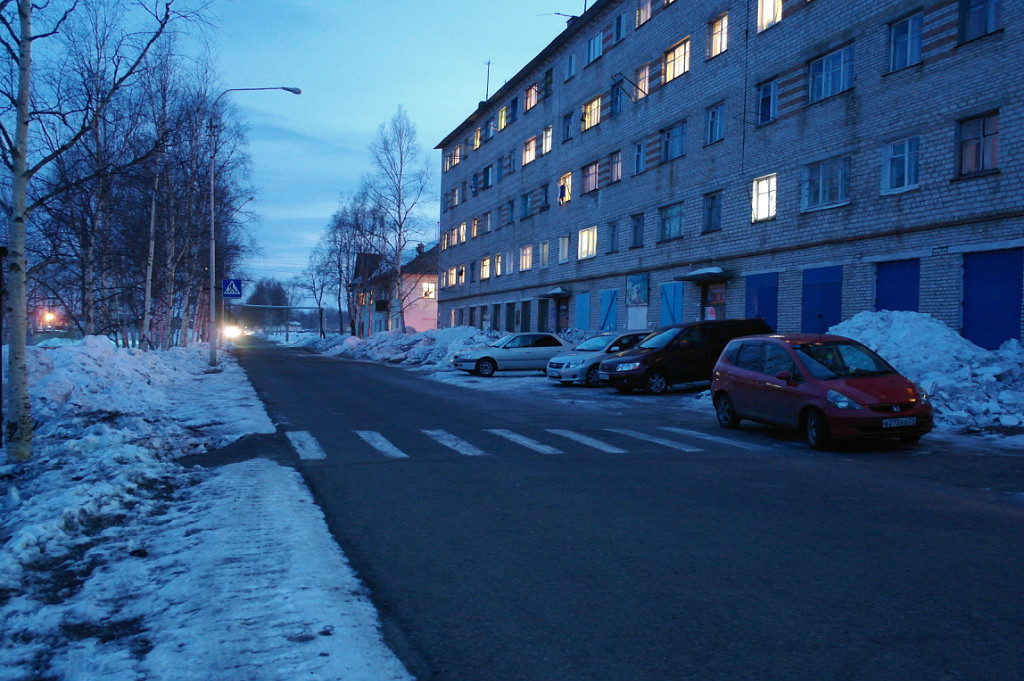
с. Монгохто, вул. Шкільна ввечері

- росіяни — 85 %

| 1979  | 2002  | 2010  | 2011  | 2012  | 2013  | 2014  |
| ----- | ----- | ----- | ----- | ----- | ----- | ----- |
| 6535  | ↘4372 | ↘4120 | ↘4088 | ↘4031 | ↘4007 | ↘3940 |
| 2015  | 2016  | 2017  | 2018  | 2019  | 2020  |       |
| ↘3927 | ↘3842 | ↘3832 | ↘3752 | ↘3723 | ↘3697 |       |

## Господарство
Муніципальний житловий фонд — 28 три- і п'ятиповерхових будинків, загальною площею 73,4 тис. м2, з централізованим водопостачанням і опаленням, а також сезонною гарячою водою (в опалювальний період, з кінця жовтня по кінець травня). У радянські роки також були вулиці Шкільна і Авіаційна — 22 двоповерхові восьмиквартирні дерев'яні будинки без зручностей, а також вулиці Будівельна, Лісова і Суворова. В даний час дерев'яні будівлі зруйновані, далекі вулиці частково забудовані приватними домоволодіннями.

### Транспорт
До райцентру, смт Ваніно, прокладена автомобільна дорога 08К-14 довжиною 29 км. Дорога гірська. Побудована в 1943 році жінками-в'язнями. У 90-х роках дорога була реконструйована і заасфальтована. Взимку 2014-15 років у зв'язку з активним будівництвом вугільних терміналів в порту Ваніно компанією СУЕК дорога була приведена в непридатність великовантажними самоскидами. Тяжкий стан дороги висвітлювався телебаченням, після чого було потрібне втручання крайової влади.
Є автобусне сполучення: муніципальний автобус міжміського маршруту № 103 «Вокзал-Ваніно-Монгохто», із заїздом в с. Датта, маршрутний мікроавтобус «Монгохто-Ваніно-ЦРЛ», а також приватні таксі. Протяжність дорожньо-вуличної мережі сільського поселення «Селище Монгохто» становить 9300 метрів, у тому числі з удосконаленим покриттям (бетон, асфальтобетон) — 7800 метрів, обладнані дві автобусні зупинки. Є платна автостоянка.
Найближча залізнична пасажирська станція «Ландиші» розташована на відстані 8 км від селища. На станції є квиткова каса і зал очікування на 20 місць. Пасажирський поїзд 351/352 «Владивосток-Радянська Гавань» ходить один раз в день (ввечері — до Владивостока, вранці — до Радянської Гавані). У радянські роки від гарнізону на станцію регулярно ходила вантажна машина з кузовом типу КУНГ, переобладнаним для перевезення людей (т. з. «коробка»). З розвалом СРСР машина більше не ходить, пасажири добираються кожен хто як зможе.
Біля станції є автомобільна парковка. Під'їзд до станції станом на 2015 рік не заасфальтовано.
Необхідно відзначити, що проїзд іногороднього транспорту і громадян в с. Монгохто обмежений зважаючи військове призначення селища — за два кілометри не доїжджаючи селища розташований контрольно-пропускний пункт (КПП-1).

### Освіта і культура

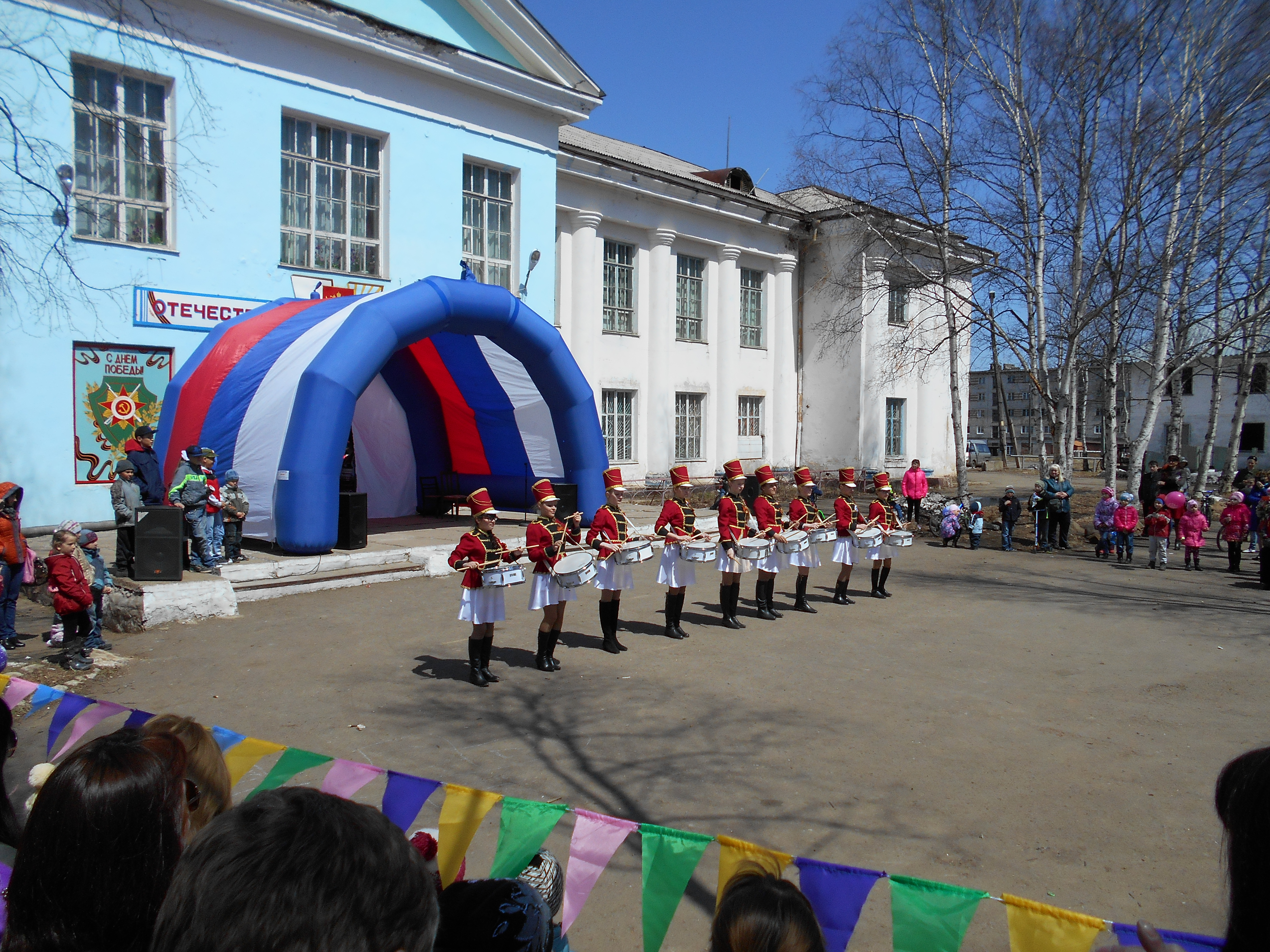
Свято 9 Травня 2015 року

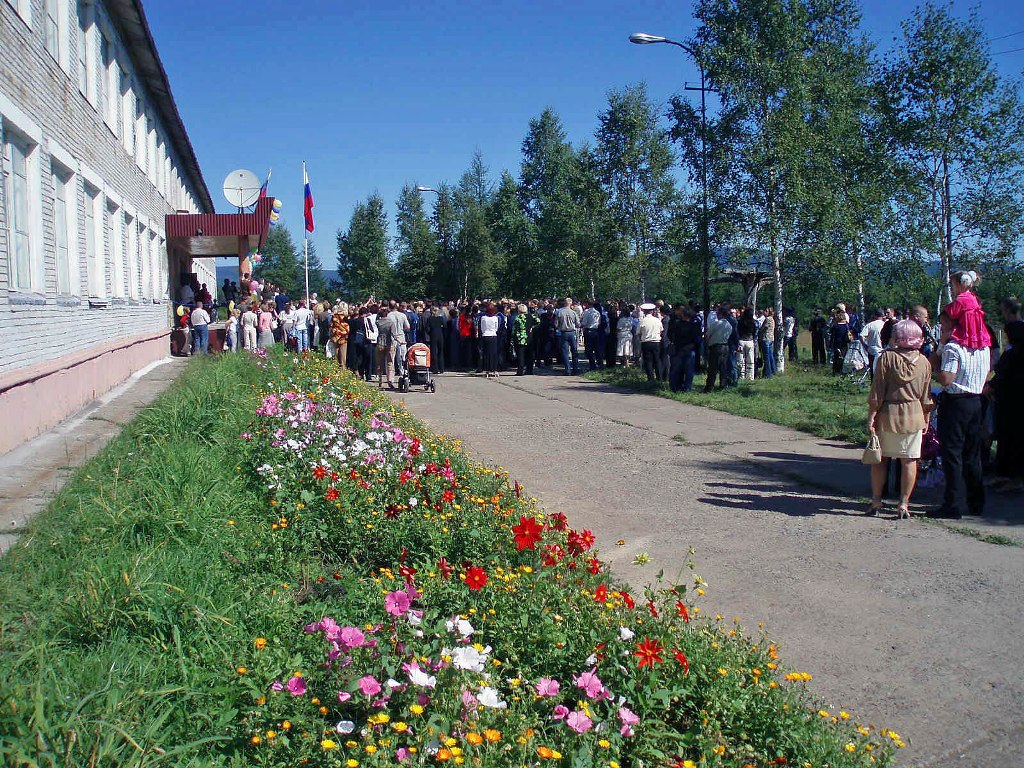
День знань

У селищі є середня школа з двох корпусів, де навчаються близько 400 учнів (завантаженість близько однієї третини від проектної), а також дитячий садок «Золотий півник», який в даний час відвідують 110 дітей (ще два дитячих садки після розпаду СРСР були закриті). В освітніх установах працюють 73 педагоги, також значну частину (більше половини) педагогічного складу школи в с. Датта становлять вчителі з Монгохто.
Є два кіноконцертних зали на 600 і 1400 осіб, танцювальний зал, лекційний зал, більярдний зал, музей і велика бібліотека. Будинок офіцерів у 2011 році планувався до ліквідації, але його вдалося відстояти. Втім, будівля давно потребує капітального ремонту, а великий кінозал більше 10 років визнаний аварійним.
Також в селищі при початковій школі діє дитячий сад і МБОЗ ДОД «Дитяча школа мистецтв», з відділеннями фортепіано, вокальне, художнє, баян, акордеон і кібернетика.

### Охорона здоров'я
За радянських часів на території селища працювала амбулаторія для цивільного населення, 143-а поліклініка ВВС ТОФ, лазарет від авіаційно-технічної бази, зі своїм стаціонаром, хірургічним і пологовим відділенням і цілодобової черговою службою (екстреною допомогою), дві аптеки.
У зв'язку зі скороченнями в ВС РФ, у даний момент на території селища працює військова поліклініка (філія № 4 1477-го Військово-Морського клінічного госпіталю) і амбулаторія. В екстрених випадках доводиться викликати швидку допомогу ЦРЛ смт Ваніно. Працює одна приватна аптека.

### Спорт
У центрі селища розташований діючий стадіон зі стандартним футбольним полем. Також в селищі є відомчий спортклуб «Північ» з баскетбольно-волейбольним залом, залом атлетики, хокейної коробкою. Працюють різноманітні спортивні секції в школі, також в добровільно-примусовому порядку спортом займаються військовослужбовці (спортивна підготовка є обов'язковою і регламентується керівними документами). Популярний волейбол (що традиційно для «великої» авіації), а в радянські роки командування надавало підтримку хокею з шайбою — від кожної в/ч виставлялася своя команда, щорічно проводилися товариські і відбіркові матчі, а також чемпіонати на приз начальника гарнізону. В даний час в гарнізоні є одна хокейна команда «хунхузів» для виїзних змагань.

### Зв'язок
У селищі є АТС на 200 номерів, з допомогою якої здійснюється міжміський зв'язок і доступ в Інтернет, що надається ВАТ «Ростелеком». Для оперативного зв'язку всередині селища є 2 АТС по 100 номерів кожна, працюють три оператори стільникового зв'язку (МТС, Білайн і Мегафон).
Жителі селища мають можливість приймати кілька ефірних телеканалів. Також є мережа платного кабельного телебачення, а також інтерактивне телебачення. У приватному порядку встановлюються супутникові параболічні антени, які беруть сигнал з супутника «Ямал-202».
На території СП «Селище Монгохто» можливий впевнений прийом чотирьох мовних FM-радіостанцій: «Ретро FM», «Шоколад-FM», «Радіо-Шансон» і « Європа Плюс».
Є вузол поштового зв'язку, що займає половину першого поверху п'ятиповерхового будинку Шкільна 2Б. Поштовий індекс — 682882.

## Досягнення
За підсумками конкурсу «Найбільш упорядковане поселення Хабаровського краю у 2013 г.» Монгохто зайняло 2 місце в III категорії (чисельність населення від 3 до 10 тис. осіб).

## Галерея

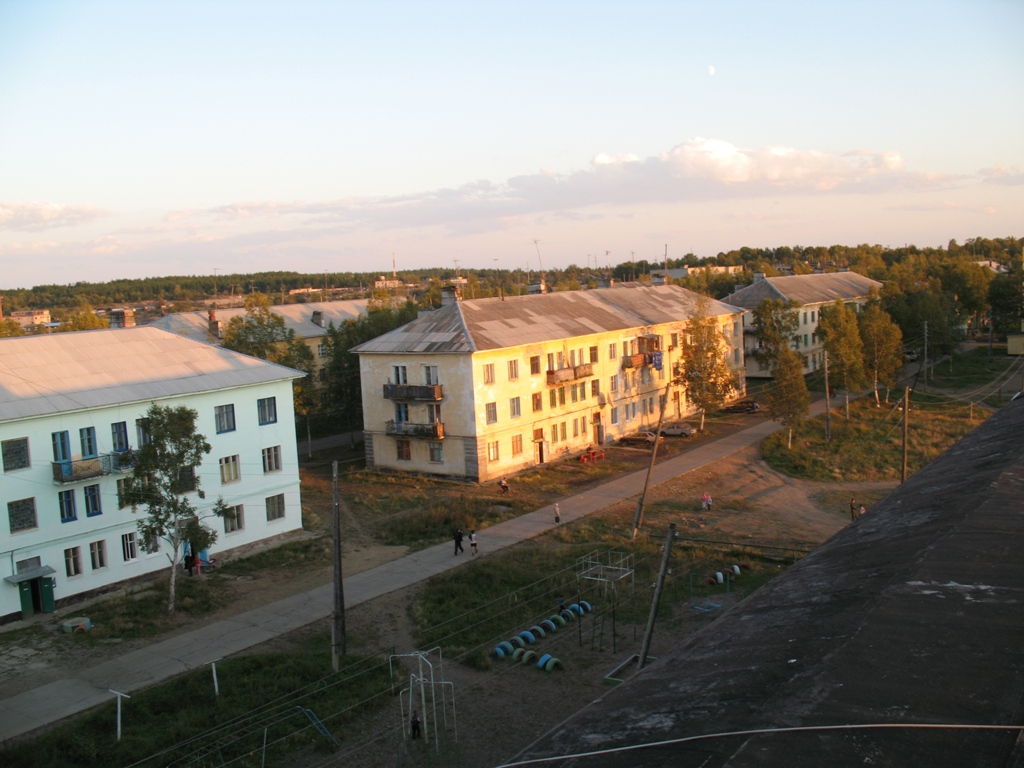
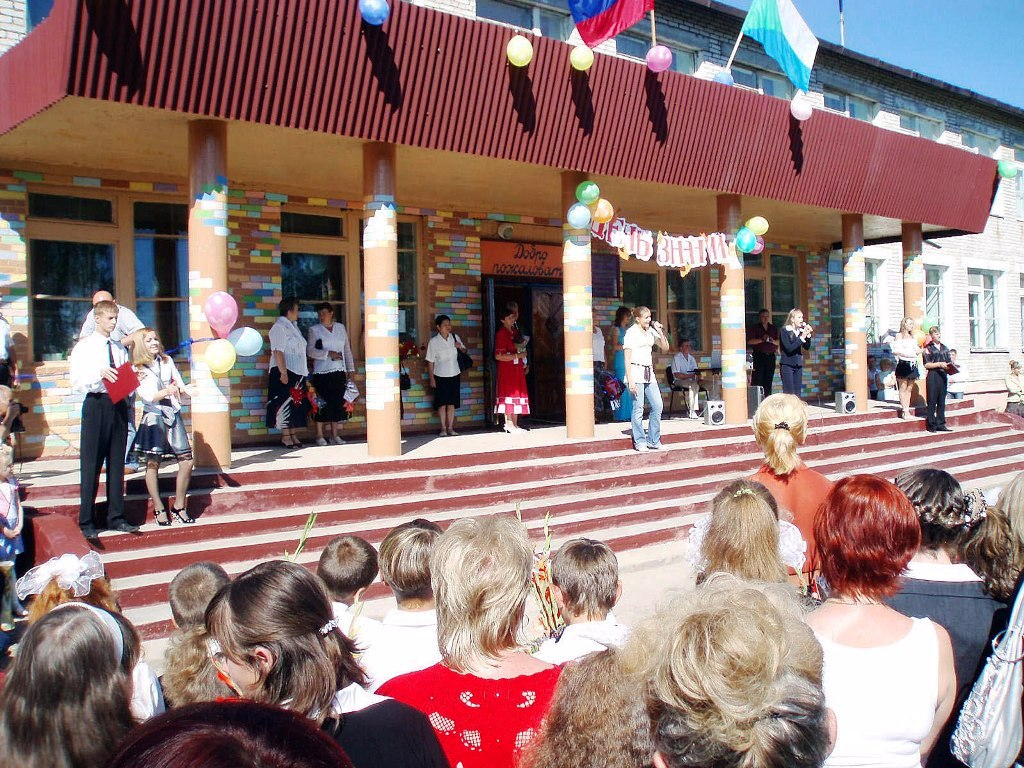